# Pero Coelho de Sousa

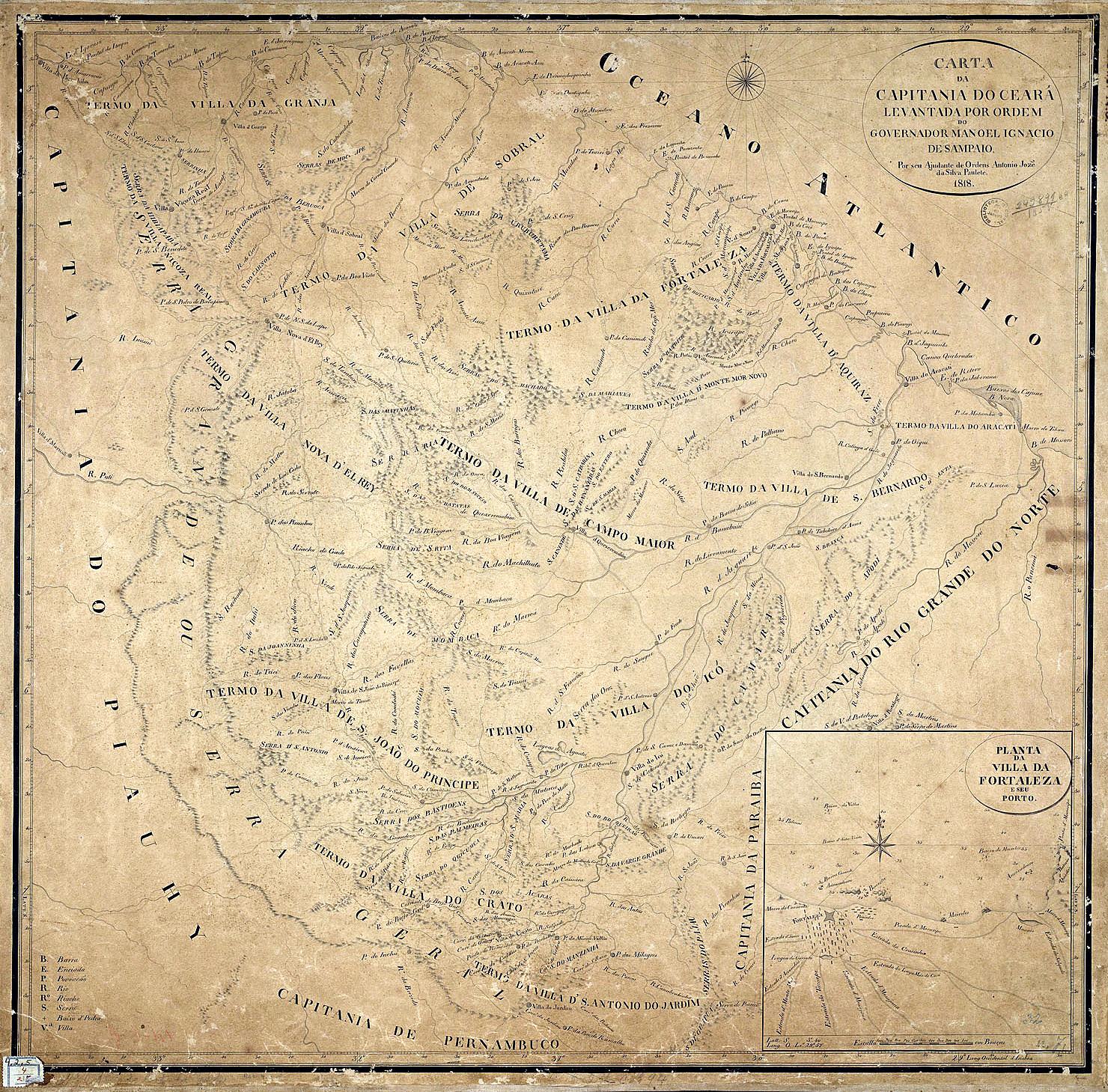
Carta da capitania do Ceará, António José da Silva Paulet, 1818.

Pero Coelho de Souza (Ilha de São Miguel, meados do século XVI — Lisboa, meados do século XVII) foi um explorador português, oriundo dos Açores.
Chegou ao Brasil em 1579 e foi o primeiro representante da Coroa Portuguesa a desbravar os territórios das capitanias da Paraíba, Sergipe, Rio Grande do Norte e Ceará, entre os séculos XVI e XVII. Considerado homem nobre do Brasil Colônia, Coelho foi o primeiro europeu, juntamente a Martim Soares Moreno a ter seu nome ligado à escravidão das populações indígenas no Brasil, tornando primeiro os índios da Ibiapaba, de Jaguaribe e do Rio Grande do Norte reduzidos à escravidão.

## Biografia

### Vida política
Concunhado de Frutuoso Barbosa, exerceu interinamente o governo da Paraíba após a administração deste, e foi vereador da câmara da Cidade da Parahyba pelos anos de 1590.

### Colonização do Ceará
Em 1603, requereu e obteve da Corte Portuguesa, por intermédio de Diogo Botelho, oitavo Governador-geral do Brasil, o título de capitão-mor para desbravar, colonizar e impedir o comércio dos tabajaras com os franceses que há anos atuavam na Capitania do Ceará.
Em junho de 1603 partiu da Paraíba por terra com destino à região que compreendia a costa da primeira sesmaria concedida na Capitania do Ceará, que começava na foz do rio Apodi, onde haviam as salinas chamadas Jaguaribe. Para a foz do rio Jaguaribe foram mandadas três embarcações com mantimentos. A comitiva de Coelho, ou bandeira, como se chamava naquela época, constava de 65 soldados comandados por Martim Soares Moreno (sobrinho de Diogo de Campos, soldado famoso do serviço real), Simão Nunes Correia e Manoel de Miranda; e 200 potiguaras, comandados pelos caciques Mandioca-púba, Batatan, Caraguatin e Guaratinguira.
Coelho fundou em 10 de agosto de 1603, numa barra do rio Jaguaribe, o presídio Fortim de São Lourenço, e seguiu em direção ao Mucuripe e à Ibiapaba.
Em 18 de janeiro de 1604, prosseguindo sua marcha pela costa do Ceará, Coelho chega à foz do rio Coreaú, em Camocim, de onde, parte no dia seguinte para a Ibiapaba. Travou batalha com os tabajaras, chefiados por Jeroparyassú (Diabo-grande) e Irapuan (Mel-redondo), aliados do corsário francês Adolf Montbille. Nesse confronto armado saíram vencidos os tabajaras, os quais foram levados como escravos e vendidos nos engenhos do litoral.
Coelho conquista definitivamente a região da Ibiapaba e continua pela costa em direção ao Maranhão, no entanto, voltou do rio Parnaíba e recolheu-se a Nova Lisboa, situada entre a Barra do Ceará e Vila Velha. Lá ergue, decididamente à margem direita do rio Ceará, o presídio Fortim de São Tiago da Nova Lisboa, capital da Nova Lusitânia, em 25 de julho de 1604, que guarnece com 45 soldados que estavam em sua companhia, capitaneados por Simão Nunes Correia. Após tal construção, deixa seus homens no então erguido forte e retorna à capitania da Paraíba para angariar mais recursos e trazer sua família.
Dezoito meses depois da sua ida à Paraíba, Pero Coelho retorna ao Ceará, em 1605,  juntamente com a Maria Tomásia Cardiga, sua esposa, e seus filhos. Contudo, devido à seca que então assolava as terras cearenses na época, assim como os desânimos de seus homens, os ataques dos índios e a não chegada dos recursos prometido por Diogo Botelho, que saíram de Recife, sob ordens de João Soromenho, que extraviou os mantimentos.Pero Coelho abandona o Fortim de São Tiago e ruma de volta à Paraíba, abandonando definitivamente a capitania do Ceará. Ainda nessa jornada de abandono, Coelho perde o filho mais velho.

### Morte
Pero Coelho morreu em Lisboa, depois de passar longos anos a requerer, inutilmente, o pagamento dos seus serviços.